# Çağla Irmak
Naz Çağla Irmak (* 31. Mai 1997 in Ankara) ist eine türkische Schauspielerin. Bekannt wurde sie in der Serie Kırgın Çiçekler.

## Leben und Karriere
Irmak wurde am 31. Mai 1997 in Ankara geboren. Sie ist die Tochter der Schauspielerin Hülya Gülşen Irmak. Ihr Schauspieldebüt hatte Irmak in der Fernsehserie Bizim Evin Halleri. Ihren Durchbruch hatte Irmak in der Serie Kırgın Çiçekler. Danach spielte sie 2019 in dem Kinofilm Çakallarla Dans 5. Irmaks letzte Rolle am Theater war das Bühnenstück Westend – Batının Sonu, es ist eine Adaption von Fjodor Dostojewski.
Çağla Irmak wird in dem Kinofilm Demir Kadın Neslican spielen.

## Filmografie
Filme
- 2019: Çakallarla Dans 5
- 2023: Demir Kadın Neslican

Fernsehserien
- 2002: Bizim Evin Halleri
- 2015–2018: Kırgın Çiçekler
- 2020–2021: Tövbeler Olsun
- 2021: N kuşağı
- 2022: Hakim
- 2023: Hudutsuz Sevda